# Harry Cameron
Temple de la renommée : 1962
Harold Hugh Cameron (né le 6 février 1890 - mort le 20 octobre 1953) est un joueur professionnel canadien de hockey sur glace qui a joué dans la Ligue nationale de hockey.

## Biographie
Né à Pembroke dans la province de l'Ontario, il joue dans l'Association nationale de hockey avec les Blueshirts de Toronto dès 1912. En 1916, il commence la saison avec le 228e bataillon de Toronto muis rejoint les Wanderers de Montréal Par la suite, il rejoint la LNH en jouant avec les Arenas de Toronto lors de la première saison de la nouvelle ligue, il devint le premier joueur a réaliser un Coup du chapeau à la Gordie Howe et il gagne la première Coupe Stanley de l'histoire de la LNH. Il commence la saison suivante avec les Arenas avant de rejoindre les Sénateurs d'Ottawa pour la fin de la saison.
Il est alors de retour à Toronto, en jouant pour les Saint-Patricks pour qui il joue une quinzaine de matchs avant de changer encore une fois d'équipe. Il joue alors sous le maillot des Canadiens de Montréal pour le reste de la saison 1919-1920 de la LNH. Encore une fois, il retourne à Toronto où il va enfin se stabiliser pour trois saisons. En 1922, il gagne sa seconde Coupe Stanley avec les Saint-Pats. En 1923, il quitte la LNH pour rejoindre la Western Canada Hockey League et les Sheiks de Saskatoon avec qui il joue jusqu'à la fin de la WCHL, fin qui marque également la fin de sa carrière de joueur en ligue majeur.
Il rejoint alors l'American Hockey Association, association de ligue mineur d'Amérique et les Flyers de Saint-Louis (qui rejoindra plus tard la Ligue américaine de hockey). Il est le premier joueur de la LNH à réaliser au cours du même match un but, une aide et à se battre, figure qui sera nommée par la suite Coup du chapeau à la Gordie Howe.
Il est admis au Temple de la renommée du hockey en 1962.

## Statistiques
| Saison     | Équipe                    | Ligue         |     | Saison régulière | Saison régulière | Saison régulière | Saison régulière | Saison régulière |   | Séries éliminatoires | Séries éliminatoires | Séries éliminatoires | Séries éliminatoires | Séries éliminatoires |
| Saison     | Équipe                    | Ligue         | PJ  | B                | A                | Pts              | Pun              | PJ               | B | A                    | Pts                  | Pun                  |                      |                      |
| 1908-1909  | Debaters de Pembroke      | UOVHL         | 6   | 13               | -                | -                |                  | -                | - | -                    | -                    | -                    |                      |                      |
| 1909-1910  | Debaters de Pembroke      | UOVHL         | 8   | 17               | -                | -                |                  | -                | - | -                    | -                    | -                    |                      |                      |
| 1910-1911  | Debaters de Pembroke      | UOVHL         | 6   | 9                | 1                | 10               | 8                | 2                | 4 | 4                    | 8                    | 0                    |                      |                      |
| 1911-1912  | Port Arthur Lake City     | NOHL          | 15  | 6                | -                | -                | 48               | 2                | 2 | -                    | -                    | 0                    |                      |                      |
| 1912-1913  | Blueshirts de Toronto     | ANH           | 20  | 9                | -                | -                | 20               | -                | - | -                    | -                    | -                    |                      |                      |
| 1913-1914  | Blueshirts de Toronto     | ANH           | 19  | 15               | 4                | 19               | 22               | 2                | 0 | 2                    | 2                    | 6                    |                      |                      |
| 1913-1914  | Blueshirts de Toronto     | Coupe Stanley | -   | -                | -                | -                | -                | 3                | 1 | 0                    | 1                    | 4                    |                      |                      |
| 1914-1915  | Blueshirts de Toronto     | ANH           | 17  | 12               | 8                | 20               | 43               | -                | - | -                    | -                    | -                    |                      |                      |
| 1915-1916  | Blueshirts de Toronto     | ANH           | 24  | 8                | 3                | 11               | 70               | -                | - | -                    | -                    | -                    |                      |                      |
| 1916-1917  | Blueshirts de Toronto     | ANH           | 14  | 8                | 4                | 12               | 20               | -                | - | -                    | -                    | -                    |                      |                      |
| 1916-1917  | Wanderers de Montréal     | ANH           | 6   | 1                | 1                | 2                | 9                | -                | - | -                    | -                    | -                    |                      |                      |
| 1917-1918  | Arenas de Toronto         | LNH           | 20  | 17               | 0                | 17               | 17               | 2                | 1 | 2                    | 3                    | 0                    |                      |                      |
| 1917-1918  | Arenas de Toronto         | Coupe Stanley | -   | -                | -                | -                | -                | 5                | 3 | 1                    | 4                    | 12                   |                      |                      |
| 1918-1919  | Arenas de Toronto         | LNH           | 7   | 6                | 2                | 8                | 9                | -                | - | -                    | -                    | -                    |                      |                      |
| 1918-1919  | Sénateurs d'Ottawa        | LNH           | 7   | 5                | 1                | 6                | 26               | 5                | 4 | 0                    | 4                    | 26                   |                      |                      |
| 1919-1920  | Saint-Patricks de Toronto | LNH           | 7   | 3                | 0                | 3                | 6                | -                | - | -                    | -                    | -                    |                      |                      |
| 1919-1920  | Canadiens de Montréal     | LNH           | 16  | 12               | 5                | 17               | 36               | -                | - | -                    | -                    | -                    |                      |                      |
| 1920-1921  | Saint-Patricks de Toronto | LNH           | 24  | 18               | 9                | 27               | 35               | 2                | 0 | 0                    | 0                    | 2                    |                      |                      |
| 1921-1922  | Saint-Patricks de Toronto | LNH           | 24  | 18               | 17               | 35               | 22               | 2                | 0 | 2                    | 2                    | 8                    |                      |                      |
| 1921-1922  | Saint-Patricks de Toronto | Coupe Stanley | -   | -                | -                | -                | -                | 4                | 0 | 2                    | 2                    | 14                   |                      |                      |
| 1922-1923  | Saint-Patricks de Toronto | LNH           | 22  | 9                | 7                | 16               | 27               | -                | - | -                    | -                    | -                    |                      |                      |
| 1923-1924  | Sheiks de Saskatoon       | WCHL          | 29  | 10               | 10               | 20               | 16               | -                | - | -                    | -                    | -                    |                      |                      |
| 1924-1925  | Sheiks de Saskatoon       | WCHL          | 28  | 13               | 7                | 20               | 21               | 2                | 1 | 0                    | 1                    | 0                    |                      |                      |
| 1925-1926  | Sheiks de Saskatoon       | WCHL          | 30  | 9                | 3                | 12               | 12               | 2                | 0 | 0                    | 0                    | 0                    |                      |                      |
| 1926–1927  | Sheiks de Saskatoon       | PHL           | 31  | 26               | 19               | 45               | 20               | 4                | 1 | 0                    | 1                    | 4                    |                      |                      |
| 1927–1928  | Millers de Minneapolis    | AHA           | 19  | 2                | 3                | 5                | 32               |                  | - | -                    | -                    | -                    |                      |                      |
| 1928–1929  | Flyers de Saint-Louis     | AHA           | 34  | 14               | 3                | 17               | 30               | -                | - | -                    | -                    | -                    |                      |                      |
| 1929–1930  | Flyers de Saint-Louis     | AHA           | 46  | 14               | 6                | 20               | 34               | -                | - | -                    | -                    | -                    |                      |                      |
| 1930–1931  | Flyers de Saint-Louis     | AHA           | 37  | 4                | 3                | 7                | 30               | -                | - | -                    | -                    | -                    |                      |                      |
| 1932–1933  | Crescents de Saskatoon    | WCHL          | 9   | 0                | 0                | 0                | 4                | -                | - | -                    | -                    | -                    |                      |                      |
| Totaux ANH | Totaux ANH                | Totaux ANH    | 100 | 53               | 20               | 73               | 184              | 2                | 0 | 2                    | 2                    | 6                    |                      |                      |
| Totaux LNH | Totaux LNH                | Totaux LNH    | 127 | 90               | 27               | 117              | 137              | 11               | 5 | 4                    | 9                    | 16                   |                      |                      |